# Utilisabilité du Web
 (décembre 2018).
 (novembre 2018).
Si vous disposez d'ouvrages ou d'articles de référence ou si vous connaissez des sites web de qualité traitant du thème abordé ici, merci de compléter l'article en donnant les références utiles à sa vérifiabilité et en les liant à la section « Notes et références ».
L'utilisabilité du Web, dite également ergonomie du Web, est l'application de l'utilisabilité dans les domaines où la navigation Web peut être considérée comme un paradigme ou une métaphore pour construire un environnement graphique.
L'utilisabilité du Web a pour objectif de rendre les sites Web plus aisés d'utilisation pour l'utilisateur final. L'utilisateur doit pouvoir faire le rapprochement de manière intuitive entre les actions qu'il doit effectuer sur la page Web, et les autres interactions qu'il voit dans sa vie (par exemple, presser un bouton provoque une action).[réf. souhaitée]

## Notion d'ergonomie
L'ergonomie est l'utilisation de connaissances scientifiques relatives à l'homme (psychologie, physiologie, médecine) dans le but d'améliorer son environnement de travail. Elle se caractérise par l'efficacité et l'utilisabilité. L'efficacité consiste à adopter des solutions appropriées d'utilisation d'un produit, au-delà du bon sens du concepteur tandis que l'utilisabilité se décline en confort d'utilisation, consistant à minimiser la fatigue physique et nerveuse, et en sécurité, consistant à choisir des solutions adéquates pour protéger l'utilisateur.
Appliquée au domaine du web, l'ergonomie d'un site web peut être définie par sa capacité à répondre efficacement aux attentes des utilisateurs et à leur fournir un confort de navigation.
La principale difficulté que tente de lever l'ergonomie est la diversité des profils des visiteurs. L'ergonomie d'un site doit prendre en considération :
- Les attentes de l'utilisateur :  Les visiteurs d'un site ne recherchent pas  la même information ou n'ont pas nécessairement les mêmes exigences.
- Les habitudes de l'utilisateur : qui correspondent à des comportements acquis.
- L'âge de l'utilisateur : qui  caractérise en général la capacité d'adaptation de l'utilisateur et sa rapidité de navigation.
- Les équipements : l'affichage du site pourra varier d'un équipement à l'autre, en particulier selon le navigateur et la résolution d'affichage.
- Le niveau de connaissances : tous les visiteurs du site ne sont pas nécessairement des experts .. L'ergonomie du site doit penser à l'utilisateur le moins expérimenté.

## Critères d'ergonomie
Les principaux critères d'ergonomie d'un site web sont les suivants :

### Sobriété
Un site simple, peu chargé qui renforce sa crédibilité mais aussi animé afin d'attirer les internautes. L'adage « Less is more » (moins c'est mieux) est apprécié des designer dans ce sens.

### Lisibilité
Il convient de prendre en compte le fait que les informations écrites sont moins faciles à lire sur un écran que sur papier, les informations doivent être alors claires, structurées et bien organisées (les informations doivent être hiérarchisées par niveau d'importance).

### Utilisabilité
Elle regroupe la facilité et la liberté de navigation. Elle préconise de placer les informations au sein d'un parcours « logique » pour l'internaute (suivant ou non la règle dite des « 3 clics », en fonction de la pertinence de son application).

### Rapidité
Le temps d'affichage d'une page, des images et des animations doit être le plus petit possible.

### Interactivité
L'interactivité caractérise les interactions possibles entre l'utilisateur et le site web. On parle d'affordance quand un élément cliquable (de navigation par exemple) signale sa « cliquabilité »  avant l'interaction avec l'internaute, et de retour d'affordance lorsque l'élément cliquable confirme cette « cliquabilité » pendant ou après l'interaction avec l'internaute (par un changement d'aspect ou un mouvement). Les liens hypertextes offrent de vastes possibilités dans ce domaine et permettent d'offrir au visiteur des parcours multiples au gré de ses attentes. L'internaute doit aussi avoir la facilité de l’échange, il doit par exemple et si le contexte l'autorise, pouvoir trouver facilement le moyen de contacter une personne, par courrier électronique ou grâce à un formulaire de contact.

### Accessibilité
C'est la capacité d'un site à être consulté par tout type d'internaute en respectant certains critères (Interopérabilité, Transparence des formats, Légende, choix des couleurs, etc.).

### Disponibilité
C'est la capacité d'un site à être opérationnel à tout instant. Un message du type « Les informations souhaitées sont momentanément indisponibles. Merci de renouveler votre demande ultérieurement. » est extrêmement désagréable: il provoque colère et frustration chez l'utilisateur. Il convient de rappeler que celui-ci est maître du jeu:
1. Dans le cadre d'un processus d'achat, l'utilisateur peut abandonner la totalité de la procédure, avec les conséquences suivantes pour le vendeur: abandon de panier, emails d'insultes, menaces de procédures judiciaires, contre-publicité, perte d'agréments, tracasseries administratives si l'utilisateur est fonctionnaire d'autorité.
2. En cas d'échec d'une opération de télépaiement, l'utilisateur ne renouvelle jamais la procédure. Le fournisseur peut se retrouver avec des retards de paiement, des résiliations d'autorisations de prélèvement et autres tracasseries inutiles et coûteuses: l'utilisateur se 'venge' en payant avec un retard volontaire, ou bien en réglant par chèque personnalisé interdisant un traitement automatisé ...
3. Si l'utilisateur doit refaire une procédure ayant échoué du fait du serveur, il risque fort d'abandonner purement et simplement. Certains sujets de concours et la plupart des cahiers des charges imposent qu'un processus de traitement d'un formulaire correctement rempli doit réussir du premier coup sous peine de note éliminatoire et/ou de lourdes pénalités. Beaucoup de professeurs pondèrent la note d'un TP en fonction du nombre de tentatives (eg: division de la note brute par le nombre de tentatives, retrait de 5 points par tentative, ...). D'autres mettent d'emblée une note éliminatoire au premier échec (notamment dans les concours). Certains formats de concours comportent une épreuve de pré-admissibilité, non notée, consistant en un exercice simple qui doit « Fonctionner du premier coup » (boîte de saisie d'un login/mot de passe, contrôle d'une valeur numérique), sous peine d'élimination à la session entière, typiquement si le concours est payant.
4. Si le site est indisponible fréquemment, il peut être blacklisté ou faire l'objet d'un déréférencement (e.g: lorsqu'un serveur est indisponible plus de 5 jours, Google met systématiquement sa note à 0). Certains hébergeurs détruisent purement et simplement les sites défectueux, parfois de manière automatique (après une indisponibilité de x heures, au-dessus d'un nombre de pannes fixé par contrat, ...)
5. Si l'usager est chargé de l'évaluation du site (professeur, utilisateur-cobaye), il peut sanctionner le dysfonctionnement par une note éliminatoire ou par un refus pur et simple du projet. Certains professeurs arrêtent la correction d'un travail au droit du premier dysfonctionnement majeur (dans les concours notamment).

La disponibilité est en fait le principal critère d'ergonomie. Elle peut d'ailleurs être un facteur éliminatoire dans certains cahiers des charges : les internautes détestent refaire la même procédure.